# Sofija Alexandrowna Malosjomowa
Sofija Alexandrowna Malosjomowa (russisch София Александровна Малозёмова; * 1845 in St. Petersburg; † 1908) war eine russische Pianistin und Hochschullehrerin.

## Leben
Malosjomowa, Tochter eines Wirklichen Staatsrats (4. Rangklasse), absolvierte das Smolny-Institut und studierte 1863–1866 am Sankt Petersburger Konservatorium bei Anton Rubinstein und Theodor Leschetizky. Mit Pjotr Tschaikowski entwickelte sich eine andauernde Freundschaft.
Nach dem Studienabschluss als Freie Künstlerin blieb Malosjomowa als Assistentin am Konservatorium. 1872–1877 konzertierte sie im In- und Ausland als Begleiterin der Sängerin Jelisaweta Lawrowskaja. Malosjomowa war Hofpianistin der Herzogin Katharina Michailowna zu Mecklenburg [-Strelitz].
Ab 1887 lehrte Malosjomowa am Sankt Petersburger Konservatorium und wurde 1894 zur Professorin ernannt.
1911 fand der erste Malosjomowa-Wettbewerb für junge Pianisten-Absolventen des Sankt Petersburger Konservatoriums statt.